# Bob Hearts Abishola
Bob Hearts Abishola è una situation comedy statunitense creata e prodotta da Chuck Lorre, Al Higgins, Gina Yashere e Eddie Gorodetsky, trasmessa dal canale statunitense CBS. 
Racconta le vicende di un imprenditore statunitense che si innamora dell'infermiera nigeriana che vede quando si risveglia dall'anestesia per l'operazione al cuore appena subita.

## Trama
Detroit. Robert "Bob" Wheeler gestisce l'azienda di calzini MaxDot creata dall'ormai defunto padre insieme alla madre Dottie, al fratello Douglas e alla sorella Christina. Divorziato da anni, in seguito ad un infarto si risveglia in ospedale e vede l'infermiera Abishola da cui è subito attratto. La donna, un'immigrata nigeriana che vive col figlio Dele a casa degli zii Olu e Tunde ed è single dopo che il marito è tornato in Africa, inizialmente respinge le avances dell'uomo, nonostante gli zii, la collega Gloria e l'amica Kemi la spingano a sistemarsi il prima possibile col ricco statunitense, ma finisce con iniziare ad uscire col gentile Bob.

## Episodi
| Stagione         | Episodi | Prima TV USA | Prima TV Italia |
| ---------------- | ------- | ------------ | --------------- |
| Prima stagione   | 20      | 2019-2020    | 2020            |
| Seconda stagione | 18      | 2020-2021    | 2021            |
| Terza stagione   | 22      | 2021-2022    | 2022            |
| Quarta stagione  | 22      | 2022-2023    | 2023            |
| Quinta stagione  | 13      | 2024         | 2024            |

## Personaggi e interpreti

### Personaggi principali
- Robert "Bob" Wheeler, interpretato da Billy Gardell e doppiato da Roberto Stocchi.
È un uomo di mezza età, principale gestore dell'azienda di famiglia MaxDot, produttrice di calzini a compressione. Ha iniziato ad amministrare l'azienda dopo la scomparsa del padre perché la madre non ci riusciva da sola e i fratelli ancora troppo giovani per farlo.
- Abishola Bolatito Doyinsola Oluwatoyin Adebambo, interpretata da Folake Olowofoyeku e doppiata da Perla Liberatori.
È una donna nata in Nigeria da cui se ne è andata per avere una vita migliore. Una volta giunta negli Stati Uniti il marito dopo poco è tornato in Africa mentre lei è rimasta col figlio Dele per dargli un futuro migliore, ragion per cui lo spinge a studiare per diventare un medico. Lavora al Woodward Memorial Hospital di Detroit come infermiera.
- Dorothy "Dottie" Wheeler, interpretata da Christine Ebersole e doppiata da Stefanella Marrama.
È la madre di Bob. Ama bere, ma dopo aver subito un ictus il suo stile di vita cambia radicalmente. Ha molta stima per il primogenito Bob rispetto agli altri due figli.
- Douglas Wheeler, interpretato da Matt Jones e doppiato da Simone Crisari.
È il fratello di Bob e lavora nell'azienda di famiglia nel settore delle risorse umane. Molto lavativo, appena riesce fuma marijuana.
- Christina Wheeler, interpretata da Maribeth Monroe e doppiata da Barbara De Bortoli.
È la sorella di Bob e lavora nell'azienda di famiglia nel settore vendite e marketing, ma, come il fratello Douglas porta spesso pessime idee per l'azienda. Anche lei è divorziata.
- Oluwatoyin "Olu" Ifedayo Olatunji, interpretata da Shola Adewusi e doppiata da Daniela D'Angelo.
È la sorella della madre di Abishola e fa di tutto per far sposare la nipote e, quando scopre che Bob è ricco, la spinge ad uscirci. Ha un carattere molto forte ed è sempre molto autoritaria col marito Tunde.
- Babatunde "Tunde" Olatunji, interpretato da Barry Shabaka Henley e doppiato da Franco Zucca (s.1-2) e Gerolamo Alchieri (s.3-in corso).
È lo zio di Abishola e marito di Olu, che lo sottomette di continuo.
- Dele Adebambo, interpretato da Travis Wolfe Jr. e doppiato da Adriano Venditti.
È il figlio di Abishola e viene da lei continuamente spinto a studiare perché vuole che diventi medico.
- Gloria, interpretata da Vernee Watson e doppiata da Paila Pavese (s.1) e Graziella Polesinanti (s.2-in corso).
È una collega e amica di Abishola. Spesso consiglia l'amica, sia in ambito lavorativo che amoroso, e anche lei la spinge nel frequentare Bob.
- Kemi, interpretata da Gina Yashere e doppiata da Irene Di Valmo.
È un'amica di Abishola, anche lei nigeriana. Fa continuamente pressioni sull'amica affinché si trovi un nuovo marito e, quando scopre che un ricco uomo bianco la corteggia, le consiglia di sposarlo il prima possibile.

### Personaggi secondari
- Goodwin, interpretato da Bayo Akinfemi e doppiato da Luigi Ferraro. È un immigrato nigeriano dipendente della MaxDot.
- Kofo, interpretato da Anthony Okungbowa. È un immigrato nigeriano cugino di Goodwin e dipendente della MaxDot.

## Produzione
La CBS ha ordinato a Chuck Lorre un episodio pilota il 5 ottobre 2018 che lo ha scritto e prodotto insieme a Al Higgins, Gina Yashere e Eddie Gorodetsky. Il 6 maggio 2019 è stata ordinata un'intera stagione che ha debuttato il 23 settembre 2019.
Il 6 maggio 2020 è stata annunciata la produzione di una seconda stagione che va in onda a partire dal 16 novembre 2020.
A febbraio 2021 la CBS annuncia il rinnovo per una terza stagione.
Il 24 gennaio 2022 è stata rinnovata per una quarta stagione e a gennaio 2023 per una quinta e ultima stagione.